# شيح حولي
شيح حَوْليّ (باللاتينيَّة:Artemisia annua) نوع من أنواع الشّيح، وهُو نبات حَولِيّ فوّاح العرف العطريّ، يعلو عن الأرض من 50 إلى 150 سم تقريبًا. أوراقه خمليَّة النّصل، مستعرضة التّشريم. قناباتُه شفّافة، عُروقها ضاربة إلى الأخضر. يستمر ازهراره من شهر تمّوز إلى آب. ينتشر هذا النّوع في مختلف بلدان آسيا معتدلة المناخ، وفي بعض أصقاع أمريكا الشمالية.
يُستخدم هذا النّوع من الشّيح -كسائر أنواع هذه النّبتة- للأغراض الطبيَّة، وهو شائع الاستعمال في الطبّ الصّيني التّقليديّ لمعالجة أنواع الحُمّى، ويُدعى في اللّغة الصّينيَّة «قينغاو» (青蒿). وفي عام 1971 أعلنت جماعة من العلماء أنّه يمكن استعمال خُلاصة هذه النّوع من الشيح كدواء (أو عقار) مضاد للملاريا.
1. 1 2  Caroli Linnæi (1753), Species Plantarum: Exhibentes plantas rite cognitas ad genera relatas (باللاتينية), vol. 2, p. 847, QID:Q21856107
2. ↑  The Plant List Artemisia annua L.  نسخة محفوظة 30 أكتوبر 2019 على موقع واي باك مشين.